# Карл Менке
Карл Менке (нім. Carl Menke, 3 липня 1906 — ) — німецький хокеїст на траві.
Срібний призер Олімпійських Ігор 1936 року.